# Payback 2013
Payback 2013 was een professioneel worstel-pay-per-viewevenement, dat geproduceerd werd door de WWE. Dit evenement vond plaats in de Allstate Arena in Rosemont (Illinois) op 16 juni 2013.

## Achtergrond
Na hun Last Man Standing match op Extreme Rules, dat in een gelijkspel eindigde, reed Ryback met een ziekenwagen de arena binnen van de Raw-aflevering op 20 mei 2013 en daagde kampioen John Cena uit voor een Ambulance match voor het WWE Championship. Een week later, op 27 mei 2013, maakte Cena bekend dat de Ambulance match vervangen werd in een Three Stages of Hell match.

## Wedstrijden
| Nr.                                                                          | Match | Winnaar(s)                       |
| ---------------------------------------------------------------------------- | --- | -------------------------------- |
| PS                                                                           | Sheamus vs. Damien Sandow in een een-op-eenmatch                                                                                     | Sheamus                          |
| 1                                                                            | Wade Barrett (c) vs. Cutis Axel (met Paul Heyman) vs. The Miz in een Triple Threat match voor het WWE Intercontinental Championship  | Curtis Axel (nc)                 |
| 2                                                                            | Kaitlyn (c) vs. AJ Lee (met Big E Langston) in een een-op-eenmatch voor het WWE Divas Championship                                   | AJ Lee (nc)                      |
| 3                                                                            | Dean Ambrose (c) vs. Kane in een een-op-eenmatch voor het WWE United States Championship                                             | Dean Ambrose (c); count-out Kane |
| 4                                                                            | Dolph Ziggler (c) vs. Alberto Del Rio in een een-op-eenmatch voor het World Heavyweight Championship                                 | Alberto Del Rio (nc)             |
| 5                                                                            | Chris Jericho vs. CM Punk (met Paul Heyman) in een een-op-eenmatch                                                                   | CM Punk                          |
| 6                                                                            | The Shield (Roman Reigns & Seth Rollins) (c) vs. Randy Orton & Daniel Bryan in een tag team match voor het WWE Tag Team Championship | Roman Reigns & Seth Rollins (c)  |
| 7                                                                            | John Cena (c) vs. Ryback in een Three Stages of Hell match1 voor het WWE Championship                                                | John Cena (c)                    |
| (c) huidige kampioen voor en na de match \| (nc) nieuwe kampioen na de match | |                                  |

1 Stage 1: Lumberjack match (gewonnen door Ryback), stage 2: Tables match (gewonnen door John Cena) en stage 3: Ambulance match (gewonnen door John Cena)